# Ondulation
Als Ondulation (abgeleitet von lat. unda ‚Welle‘ bzw. frz. onde ‚Welle‘) wird das künstliche Einbringen von Locken oder Wellen ins Kopf- oder Barthaar bezeichnet. Hierzu werden zum Beispiel Brennscheren verwendet. Die Brennschere wird erhitzt, die Haare werden dann mit der Brennschere in Form gepresst. Das Verfahren wurde 1872 von Marcel Grateau entwickelt und wird auch in der Perückenmacherei angewendet. Später wurde die Brennschere durch elektrisch betriebene Ondulierstäbe ersetzt. 1906 erfand Karl Ludwig Nessler die erste Dauerondulation (Heisswelle) mittels chemischer und thermischer Behandlung. Derartige Verfahren werden heute als Dauerwelle bezeichnet. Die verschiedenen Arten der Ondulation können zu Schäden am Haar führen.

## Faserumlenkung in Geweben
Der Begriff bezeichnet aber auch die Umlenkung von Fasern innerhalb von Geweben, zum Beispiel bei Faserverbundwerkstoffen. Werden Faserbündel verwoben und durch einen Kettfaden zusammengehalten, dann kann es zu einer Abweichung der Faserbündel kommen, die durch die Kettfäden verursacht wird. Die Ondulation führt zu einer Abnahme der faserparallelen Festigkeit des Gewebes.

## Golfsport
Im Golfsport spricht man von einem ondulierten Green, wenn dieses mit unterschiedlichem Höhenniveau angelegt wurde, um die Schwierigkeit zu erhöhen.